# Евпаторийский переулок (Санкт-Петербург)
Евпатори́йский переу́лок — переулок в Выборгском районе Санкт-Петербурга. Проходит от Большого Сампсониевского проспекта до Пироговской набережной.

## История
Первоначальное название Гарнеров переулок появилось в 1802 году, дано по фамилии домовладельца купца Ф. Гарднера. Существовали варианты Гарнерский переулок, Гарднеровский переулок.
Современное название Евпаторийский переулок появилось 15 декабря 1952 года, по городу Евпатории, в ряду улиц, названных в память об освобождении советских городов во время Великой Отечественной войны.

## Адреса
- 3 — Производство надувных палаток и аттракционов «Azart»
- 7 — Сеть дата-центров «Миран», дата-центр «Миран-2»
- 7А — Производство металлоизделий «Техлен»
- 7В — Трансформаторная подстанция, производство изделий из камня
- 9 — Автосервис Piter BMW
- 10 — Комплекс зданий сахарного завода М. Е. Карра

## Достопримечательности
- ОАО "Концерн «Морское подводное оружие — Гидроприбор»
- ОАО "Завод «Мезон»